# Flaga Hermu
Flaga wyspy Herm jest flagą częściowo wzorowaną na fladze Anglii - zawiera czerwony krzyż św. Jerzego, patrona Anglii. W kantonie na niebieskim tle, z ukośnym złotym pasem są umieszczone 2 białe delfiny, a na złotym pasie trzej mnisi benedyktyńscy, co symbolizuje fakt, iż w średniowieczu wyspa Herm była zasiedlona przez mnichów z Mont Saint-Michel. Flaga została opracowana w 1953.